# Кавказские языки

Колхидская культура и картвельско-кавказские племена в конце 2-го — начале 1-го тысячелетии до н. э.

Кавка́зские языки́ (устаревший термин — ибери́йско-кавка́зские языки) — условное название автохтонных языков Кавказа. В эту общность входят языки абхазо-адыгской, картвельской и нахско-дагестанской семей языков. Учёные выдвигали множество гипотез о родстве трёх семей между собой или с языками вне Кавказа, но ни одна из этих гипотез не является общепризнанной.

## Типологические черты
Языки всех трёх семей, в особенности абхазо-адыгской и нахско-дагестанской, отличаются богатством инвентаря согласных фонем. В некоторых языках (например, арчинском и убыхском) более 70 согласных фонем. Согласные могут различаться по звонкости, придыханию, напряжённости, огубленности и абруптивности, реже встречается палатализация. В нахско-дагестанской семье встречаются типологически редкие боковые согласные [ɬ], [kɬ] и [kɬ’], а также широко распространены фарингальные и глоттальные согласные (обычно встречаются [h], [ʔ], [ʕ] и [ħ]). Кластеры согласных редко встречаются в абхазо-адыгских и нахско-дагестанских языках, но распространены в картвельской семье.
Количество гласных в кавказских языках варьируется. Абхазо-адыгские языки различают только две или три гласных фонемы, а для картвельских языков характерна «треугольная» система гласных с типологически обычным набором из пяти гласных. Такой типичный набор присутствует и во многих нахско-дагестанских языках, в других же число согласных сравнительно велико.
Различение долготы гласных, назализация и гармония гласных в кавказских языках встречаются редко. В убыхском и во многих языках нахско-дагестанской семьи есть фарингализация. Обычно она описывается как просодическое свойство целого слова, но в некоторых языках она фонологизировалась, став свойством отдельных фонем. Ударение в разных кавказских языках устроено по-разному и для многих языков плохо исследовано.

## Гипотезы о родстве

### Ранние представления
Путешественник Иоганн Гюльденштедт, собравший переводы нескольких сотен слов на языки Кавказа во время своей экспедиции по региону в 1770—1773 годах, впоследствии описал эти языки как «диалекты», разделённые на четыре группы: абхазо-адыгские, дагестанские, картвельские и нахские. Каждая из групп, по его мнению, происходила из отдельного праязыка. Филолог Юлиус Клапрот в своих работах отмечал большое сходство между нахскими и дагестанскими языками, а также «сходство, напоминающее семью» этих двух групп с абхазо-адыгскими языками. Востоковед Марий Броссе в своей грамматике грузинского, опубликованной в 1834 году, причислил его к индоиранской группе языков. Эта идея была впоследствии поддержана лингвистом Францем Боппом.
Филолог Фридрих Макс Мюллер в 1854 году предлагал поместить кавказские языки в «туранскую семью», схожую с урало-алтайской макросемьёй, предложенной позднее другими учёными. В 1890-х годах лингвист Гуго Шухардт, изучавший эргативные конструкции в баскском и кавказских языках, предположил, что они могут быть родственны между собой. Лингвист Адольф Дирр в своём обзоре кавказских языков, вышедшем в 1928 году, разделил их на три группы и предположил, что для заявлений о более глубоком родстве между этими группами недостаточно данных. Лингвист Пётр Услар, первый учёный, занимавшийся детальным изучением языков Кавказа, впервые высказал идею о родстве между ними, в своём письме от 1864 года причислив абхазо-адыгские, картвельские и нахско-дагестанские языки к одной семье. Впоследствии, однако, он сомневался в этой идее, ссылаясь на них как на три отдельные группы.
Николай Трубецкой, работавший на Кавказе в 1910-х годах, обратив внимание на структурные сходства и изоглоссы между абхазо-адыгскими и нахско-дагестанскими языками, выдвинул гипотезу об их родстве, предположив, что они представляют собой две ветви общей северокавказской семьи.

### Яфетическая гипотеза
Лингвист Николай Марр в 1910-х разрабатывал теорию «яфетических» языков, утверждая, что картвельские языки связаны с семитскими и «хамитскими» (афразийскими) и помещая их в одну семью или макросемью. Впоследствии он включил в эту семью и абхазо-адыгские и нахско-дагестанские языки, утверждая, что в них присутствуют некоторые «яфетические» черты. В работе 1920 года он причислил к яфетическим также некоторые изоляты южной Европы: этрусский и баскский, а также предполагаемый пеласгийский субстрат древнегреческого. Работа Марра имела серьёзные методологические недостатки: он основывал свои выводы на бездоказательных предположениях об этимологиях слов. К середине 1920-х он включил в яфетические языки большое число современных и древних языков, а также разработал гипотезу стадиальности, в которой принадлежность к яфетической семье была одной из стадий развития языка. В течение некоторого времени марризм официально поддерживался советскими властями. Политика такой поддержки была прекращена в 1950 году.

### Иберийско-кавказская гипотеза
Несмотря на поддержку марризма, в грузинской лингвистической школе в 1940-х господствовало представление об общем родстве между кавказскими языками. Изучение связей между кавказскими языками в грузинской традиции было заложено историком Иване Джавахишвили, который в 1937 году опубликовал монографию на эту тему. Он считал, что кавказские языки родственны между собой, а также с некоторыми мёртвыми языками Ближнего Востока. Джавахишвили предположил, что в картвельских языках существовала категория именного класса, что, по его утверждению, показывало их связь с абхазо-адыгскими и нахско-дагестанскими языками, которые также имеют эту категорию. Идеи Джавахишвили была поддержаны и развиты другими грузинскими лингвистами, в том числе Арнольдом Чикобава, который придумал термин «иберийско-кавказские языки». В 1940—1950-х они предлагали новые этимологии, которые должны были подтвердить связь между кавказскими языками.
Между тем, уже в 1950—1960-е годы многие советские учёные высказывали сомнения в иберийско-кавказской гипотезе и продолжающей её «хетто-иберийской» гипотезе, которая объединяла некоторые языки Ближнего Востока и Малой Азии с кавказскими языками. Такие учёные, как Георгий Климов, Гиви Мачавариани и Тамаз Гамкрелидзе, в своих публикациях 1950—1980-х годов представляли последовательную методологическую критику иберийско-кавказской гипотезы. Предположение о существовании категории именного класса в протокартвельском также подверглось критике многих лингвистов.
Для учёных Абхазии и Грузии иберийско-кавказская гипотеза имела политические коннотации. Идеи Чикобавы о глубинном родстве между картвельскими и северокавказскими народами и языками, поддержанные многими грузинскими исследователями, не были приняты большинством абхазских специалистов. Впоследствии апелляции к ним использовались в качестве довода в пользу сохранения Абхазии в составе Грузии, вследствие чего эта теория получила ещё более негативную реакцию в Абхазии. Так, грузинский активист и политик Звиад Гамсахурдиа высказывал различные лингвистические и исторические идеи, сообразные иберийско-кавказской гипотезе, и утверждал в публичных речах и личной переписке о древнем родстве между кавказскими народами и языками.
В настоящее время иберийско-кавказская гипотеза не поддерживается учёными. По словам лингвиста Джорджа Хьюитта, ни один современный учёный не предполагает связи между картвельскими языками и языками северного Кавказа.

### Северокавказская гипотеза
В конце XX века группа российских лингвистов, взяв за отправную точку наработки Трубецкого, исследовали возможное родство между северокавказскими языками. В 1994 году лингвисты Сергей Николаев и Сергей Старостин выпустили этимологический словарь языков предполагаемой северокавказской семьи. Их этимологии не получили однозначной поддержки среди кавказоведов.

### Ностратическая гипотеза
Лингвисты Владислав Иллич-Свитыч и Арон Долгопольский выдвинули гипотезу о существовании «ностратической» макросемьи, включающей в себя индоевропейскую, афразийскую, урало-алтайскую, дравидийскую и картвельскую семьи. Лингвист Аллан Бомхард предположил существование картвельско-евро-азиатской общности (в которую входили бы индоевропейская, уральская, алтайская и некоторые другие семьи) внутри ностратической семьи. Ностратическая гипотеза не получила поддержки у исследователей картвельских языков.